# Operación Chastise
La Operación Chastise (Castigo) fue un ataque aéreo de bombardeo de precisión organizado por los aliados  a las represas de la cuenca de Ruhr  ocurrido entre el 16 y 17 de mayo de 1943, durante la Segunda Guerra Mundial  sobre territorio de la Alemania nazi.

## Antecedentes
Los aliados buscaban desde hacía tiempo una posibilidad de mermar la producción de acero y la industria pesada armamentística de la Alemania cuyo corazón funcionaba en el valle de la cuenca hidrológica del Ruhr.
La cuenca del Ruhr estaba dotada de seis importantes presas que suministraban agua a las plantas termoeléctricas, plantas hidroeléctricas, plantas de suministro de vapor,  refinerías de acero e industrias varias asociadas a la producción bélica, además de una vasta red de canales fluviales de transporte de materiales. 
El importante complejo industrial del acero, Krupp era usuario energético de la Represa Eder, se sumaban además las industrias del carbón (26 minas de carbón).
Las presas que regulaban los tributarios de la cuenca eran la presa Möhne  y la Sörpe que eran las principales, otros embalses menores pero no menos importantes eran los de Eder, Diemel, Henne y Listers.
El ataque lógico era un bombardeo de gran escala a dichas presas; eso provocaría la destrucción o al menos la paralización temporal de la producción bélica alemana que lideraba el ministro de armamentos, Albert Speer;  pero la tecnología de un bombardeo de precisión con bombas de la suficiente potencia para destruir estructuras de hormigón no estaba al alcance hasta ese momento. Un bombardeo masivo a gran escala de saturación con 3.000 aviones era visto como una alternativa única, pero implicaba un alto costo de valiosas vidas de pilotos y tripulaciones de bombarderos que Inglaterra no estaba en condiciones de derrochar.
Los alemanes preveían además el empleo de torpedos, por lo que cada embalse contaba con una serie de redes antitorpedo que protegían las construcciones.
Sin embargo, un modesto científico-inventor británico Barnes Wallis de la fábrica aeronáutica Vickers-Armstrongs dio con la solución.  Wallis quien estaba enterado de las dificultades técnicas de Comando Estratégico había quedado fascinado con la posibilidad de formular una solución y proporcionó al Comando Estratégico de la RAF la aplicación de una invención revolucionaria denominada bomba de rebote basada en la física del rebote.
La solución fue sin embargo resistida en un comienzo por el mariscal del aire, Sir Arthur Harris y el ministro del aire, Francis John Linell, lo que había obligado a Wallis a desistir del proyecto.  No obstante, una grabación realizada sobre las pruebas de la bomba de rebote sobre modelos y una presa en desuso en Gales fue vista por un influyente oficial de inteligencia británico, Frederick Winterbotham; este oficial vio buenas posibilidades a la bomba a la que llamó bomba Dambuster (pero en código se la llamaba Mantenimiento ), y entusiasmado gestionó el retorno de Wallis como asesor técnico del Comando Estratégico.
Winterbotham logró convencer al mariscal Harris para autorizar la formación de un escuadrón especial de ataque; para ello formó un comité denominado Comité Dambuster formado por el vicecomandante Ralph Cochrane, el comandante de escuadrilla Guy Gibson, el mismo Rey Jorge VI y el Comandante de Grupo Aéreo, John Whitworth, quienes seleccionaron al bombardero Lancaster  como el avión que debía ser modificado para llevar la bomba.

## Preparativos

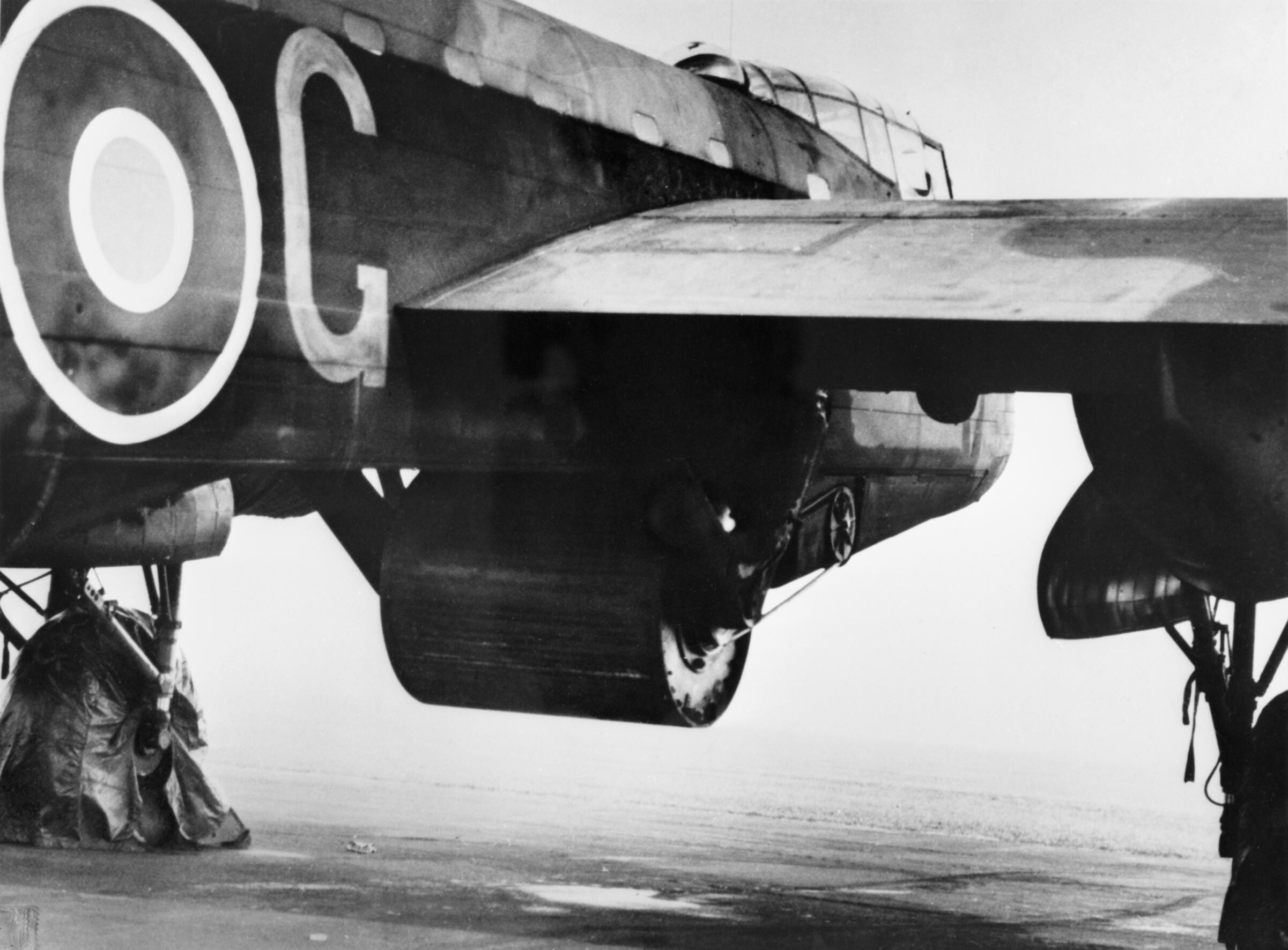
Bomba de rebote "Upkeep" alojada en un Avro 464 Lancaster "Dambuster"

Gráfica que muestra la dinámica del bombardeo de rebote aprobada.

El 15 de marzo de 1943, Cochrane formó el Escuadrón X o grupo 5 de bombardeo especial, liderado por el experimentado comandante Guy Gibson.
La RAF solicitó con carácter de suma urgencia a la fábrica Avro la entrega de 23 bombarderos Lancaster modificados a los que se les llamó tipo 464; las modificaciones desde el tipo estándar 683 a tipo 464 eran el cambio de la bahía de carga de bombas estándar por una bahía abierta sin compuertas y la dotación de un bastidor-lanzador de bomba en revolución; la bomba de un peso de 5,5 t al momento de ser lanzada era revolucionada por un motor a 500 rpm en spin reverso para conseguir una mayor distancia entre rebotes sobre la superficie del agua y un mejor direccionamiento.
En marzo el grupo n°5, se convirtió en el Escuadrón 617  o Escuadrón X para completar las dotaciones de 23 bombarderos.  El Escuadrón X se basó en Scampton.
El primer Avro 464 Lancaster fue entregado el 8 de abril y de inmediato se realizaron los ensayos de práctica de ataque en las costas del condado de Kent.
Un ensayo de bombardeo de prueba se realizó usando una maqueta de bomba de madera, Wallis se opuso al uso de madera en la fabricación de la bomba ya que la madera no resistiría el rebote en superficie y además su energía cinética no daría suficiente rango de distancia de rebote al blanco; su fabricación entonces se hizo en acero y al cuarto set de pruebas la bomba Dambuster de acero fue aprobada, dando un cómodo rango de distancia de rebote de 613 m.
Wallis después de realizar concienzudos cálculos determinó que la distancia de acercamiento al blanco y despeje de la bomba debía ser de 430 m como máximo manteniendo una velocidad de 338 km por hora y a una altitud de 18 m sobre la superficie del agua con un ángulo de incidencia del avión respecto de la superficie de 7°.

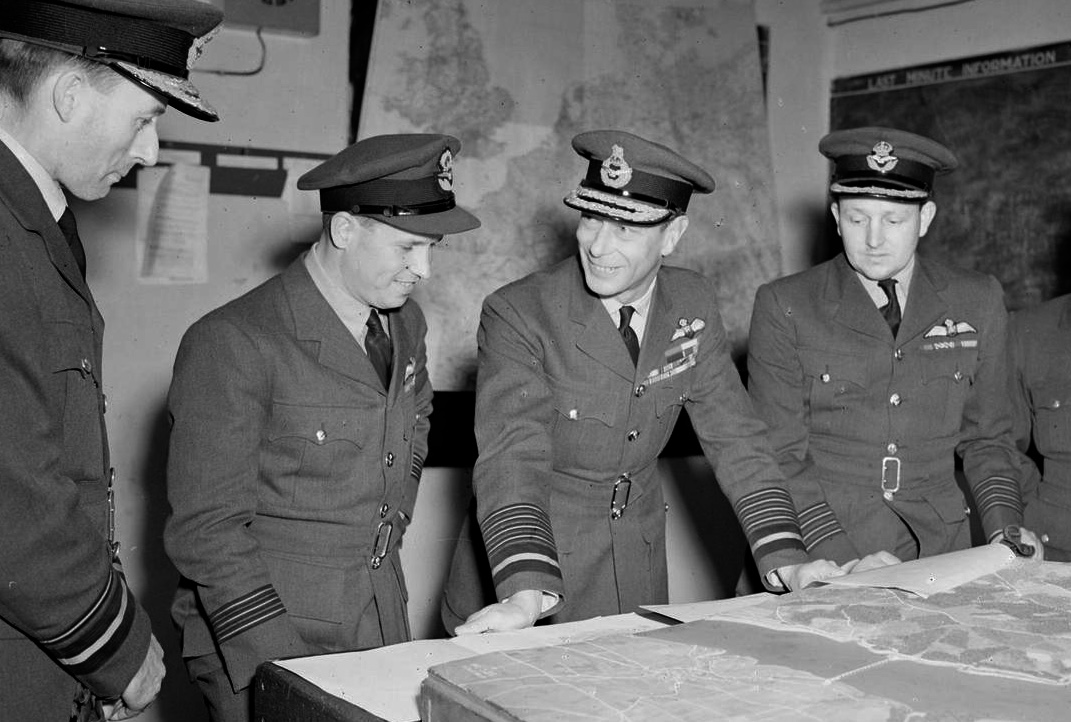
El comité Dambuster, con Guy Gibson a la derecha, Jorge VI (centro), Ralph Cochrane (izquierda) y John Withworth (derecha)

Se presentaron otros problemas técnicos, la precisión de los altímetros del Avro Lancaster eran ineficaces a baja altitud, entonces se dotó a los bombarderos de dos reflectores de haces que convergían a una distancia de 18-20 m  subsanando la imprecisión de la altura de bombardeo, otro problema fue el determinar la distancia entre el bombardero y la represa.  Como las represas tenían torres en cada extremo se recurrió a un dispositivo simple en su diseño,  en forma de Y  en un ángulo de 29,3 °  denominado Dam bombsight de madera que al converger ambos extremos determinaba la distancia de lanzamiento por trigonometría  ( en la realidad este dispositivo resultó no ser muy fiable).

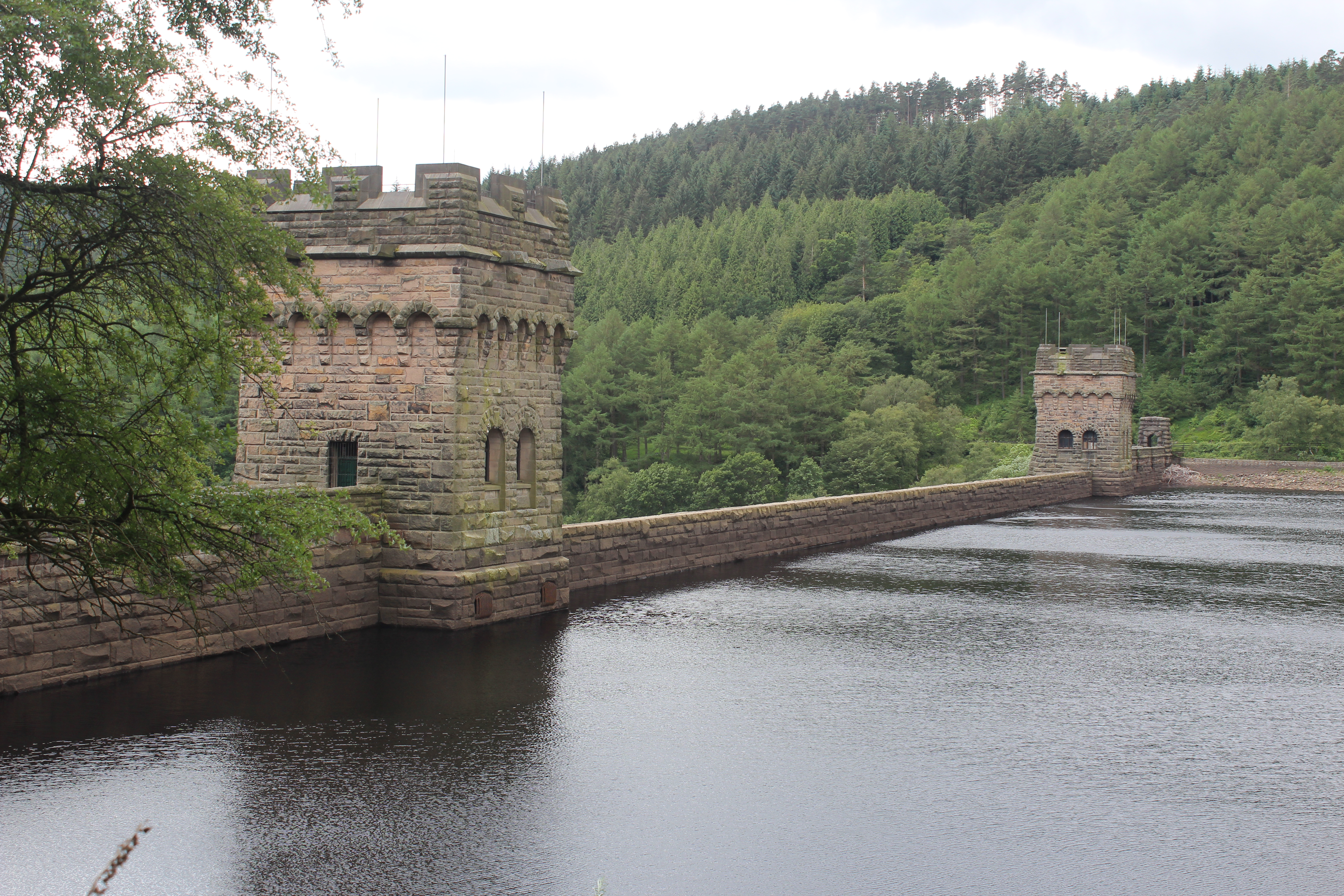
Depósito de Derwent donde se realizaron carreras de práctica.

A continuación y sin dar descanso a las tripulaciones del grupo n°5, Gibson ensayó las aproximaciones nocturnas sobre la laguna Fleet en Cheasil Beach y en el embalse de Abberton, las condiciones nocturnas de bombardeo practicadas sugirieron a Gibson que si existía luz lunar, sería más fácil calcular la altitud, ya que existía el riesgo de que la superficie del agua al momento del bombardeo no fuera especular.
Con esta sugerencia, el departamento de meteorología  fue solicitado para buscar la fecha más conveniente de fases lunares para elegir la fecha del bombardeo.
Durante las pruebas de baja altitud, tres bombarderos fueron dañados por la lluvia horizontal formada por la turbulencia del agua debida a la acción de los propulsores, finalmente el grupo de ataque designado por Gibson fue de 19 aparatos.
La elección de los objetivos fueron tres de las seis represas de la cuenca: la de Möhne, la de Sörpe por su vulnerabilidad e importancia económica y la de Eder por su importancia para inundar el valle. Las otras tres represas fueron dejadas en segundo plano por su dificultad geográfica para la aproximación de los bombarderos.

## La bomba

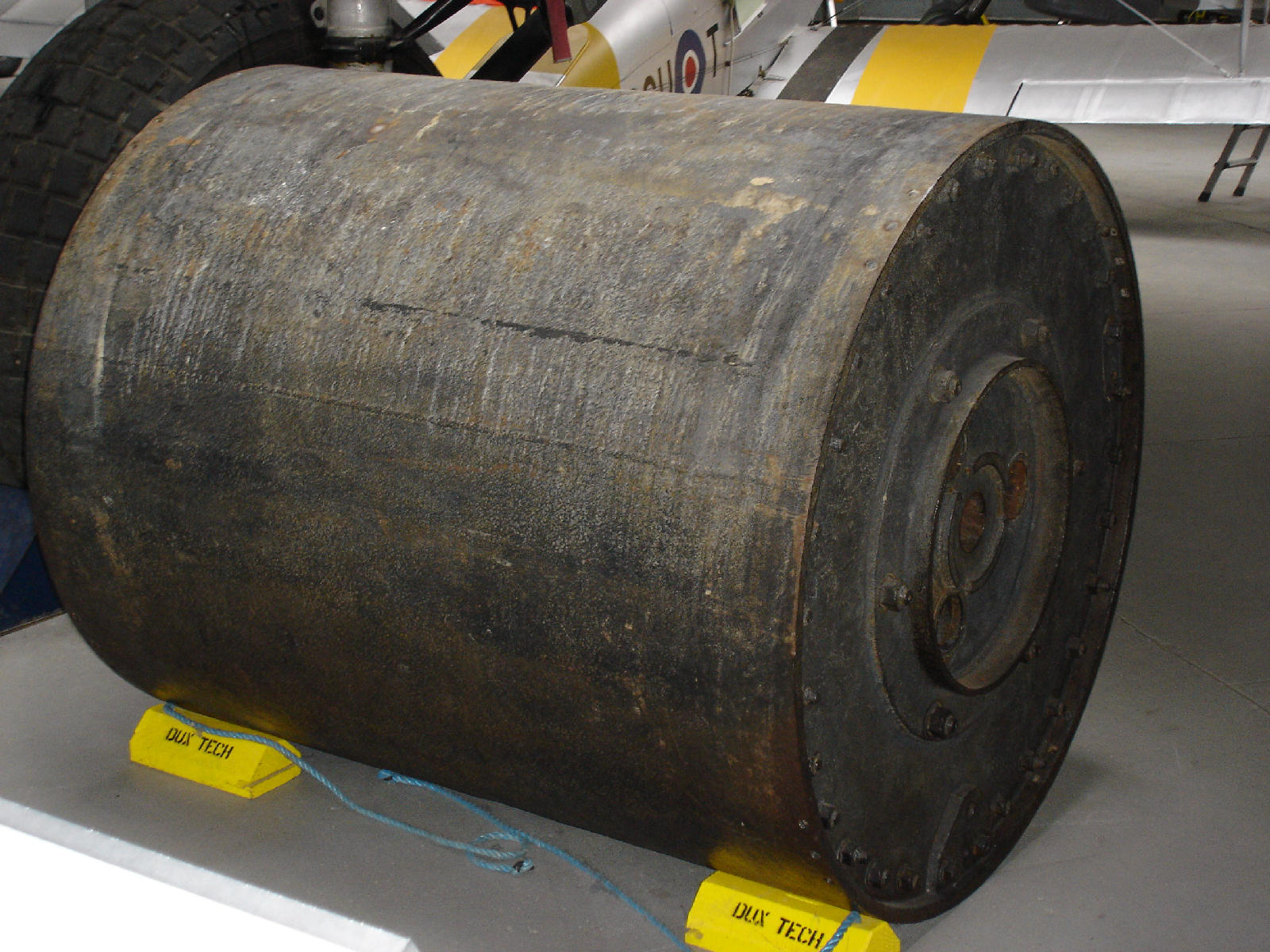
Maqueta de bomba empleada por los Dambuster (Bouncing bomb-Upkeep)

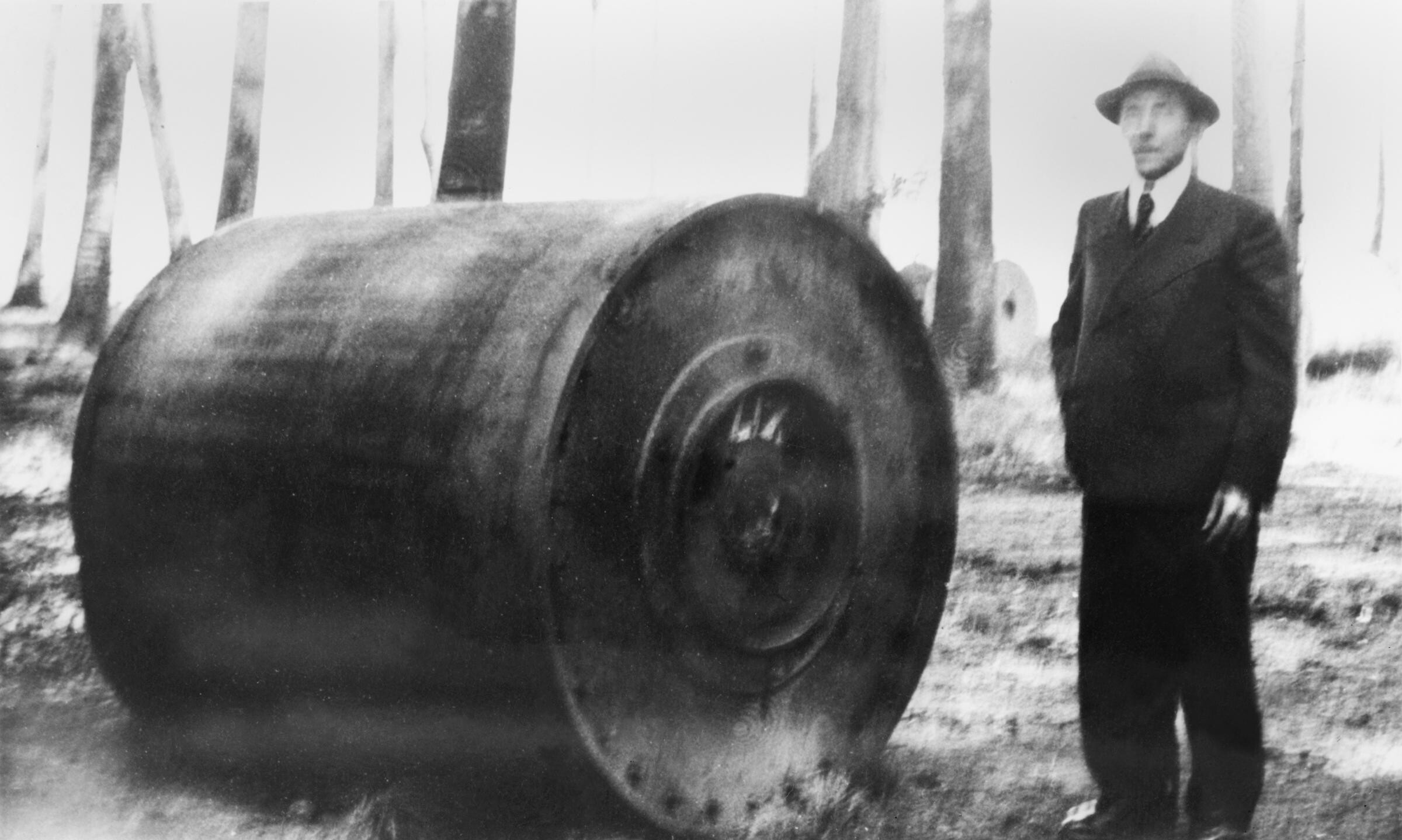
Bomba "Upkeep" destinada a Sörpe, perdida por el teniente Barlow cerca de Rees y recuperada por los alemanes.

La bomba que un principio tenía la forma geométrica de una esfera denominada Highball  había tenido problemas de direccionamiento vectorial y por tanto muy imprecisa, entonces Wallis la había modificado a la forma cilíndrica zanjando el tema del vector de dirección haciéndola más precisa y con la apariencia de un gran tambor, conteniendo entre 2.900 y 3.300 kg de Torpex, dotado de detonadores hidrostáticos del tipo MK -XIV graduados a 9 m de profundidad. 
Las dimensiones del artefacto eran de 152 cm de longitud y 127 cm de diámetro, con un peso de entre 4,2 y 5,5 t y un relleno de entre 2,9 y 3,3 toneladas de explosivo Torpex.
En un principio la bomba fabricada por Mike Fuller (denominada Bouncing -Upkeep bomb por los pilotos) era con carcasa de madera, pero Wallis abogó por la fabricación en carcasa de acero. 
La bomba instalada en el bastidor back-spin en la bahía abierta del avión debía revolucionar a 500 rpm siendo activado el movimiento 10 minutos antes del lanzamiento por un motor back-spin Jassey Vickers que transmitía el movimiento giratorio a la bomba mediante un sistema de polea y correa.
Una vez arrojada tangencialmente, la bomba daba teóricamente 7 rebotes  saltando las redes antitorpedos en un recorrido de 400 m para luego,  ya a velocidad atenuada chocar con la pared de la represa y detonar a 9,1 m de profundidad.
Pruebas realizadas sobre una represa en desuso en Gales determinaron que la bomba tenía una efectividad demoledora efectiva con un 80% de probabilidades de éxito.

## Planeamiento
El Comité Dambuster determinó que la fecha del ataque debía ser el 26 de mayo de 1943, ya que esa fecha era propicia en luna llena y además de condiciones atmosféricas favorables; pero Cochrane abogó por que se realizara el 15 de mayo ya que se tendrían las mismas condiciones.
Los entrenamientos se acentuaron exhaustivamente ya que el escuadrón 617 aún estaba atrasado en las prácticas de baja altitud en condiciones nocturnas.
El plan original era realizar tres olas de ataques individuales a las represas de Möhne  , Eder y Sorpe las que fueron denominadas blanco X, blanco Y y Z respectivamente. 
La represa de Eder presentaba una dificultad, ya que al terminar el bombardeo, el aparato debía esquivar un encajonamiento de montañas y tomar altura inmediatamente para no impactar el siguiente promontorio rodeado de tendidos eléctricos.
El bombardeo de Sörpe era distinto al de Möhne, la aproximación se hacía en forma perpendicular a la represa debido a su configuración geográfica.
Una fuerza de distracción breve compuesta por aviones Mosquito, Wellington y Lancaster atacarían previamente el estuario de Scheldt y las Islas Frisias holandesas para distraer a los cazas nocturnos alemanes estacionados en las bases contiguas a las represas eliminando de este modo la oposición aérea.
Con los blancos establecidos, el escuadrón fue dividido en tres grupos de ataque:
- Grupo n° 1: dividido en tres oleadas de nueve aviones comandados por los comandantes Guy Gibson, Hopgood y Martin con la asignación del blanco X: Möhne.  Si quedaban aviones con bombas por lanzar se dirigirían al blanco Y: Eder.

- Grupo n°2: con 5 aparatos agrupados comandados por el teniente comandante Joe McCarthy con asignación del blanco Z: Sörpe.

- Grupo n°3: (de reserva) compuesto por 4 aviones divididos en dos grupos,  liderados por el sargento de vuelo, Ken Brown despegarían dos horas después del Grupo n°1 con la misión de repasar si fuera necesario los principales blancos o atacar las otras tres represas consideradas menores: las represas de Ennepe, Henne y la de Lister.

Wallis había calculado que en la represa de Mönhe solo bastaba un impacto bien colocado, de ser así los aviones restantes debían saltar a los siguientes objetivos sucesivamente en la medida que se fueran consiguiendo los resultados. El Comité advirtió a las tripulaciones que se debían ceñir estrictamente a la ruta planificada, de lo contrario corrían el riesgo de sobrevolar emplazamientos artilleros o bases aéreas enemigas. Wallis advirtió además que ningún avión podía retornar a la base con la bomba armada ya que corrían el riesgo de explosión y destrucción consecuente del aparato.
El centro de comandos del comité se estableció en St Vincent Hall, Lisconshire.  Una serie de palabras código en morse fueron acordadas para hacer el seguimiento de la misión:
- Cooler: comienzo de la operación.
- Pranger: ataque a Möhne
- Nigger: Möhne destruida
- Dinghy: Eder destruida
- Tulip : grupo de reserva 1 asume Möhne./Grupo de reserva 2 asume Eder.
- Gilbert: último ataque según plan.
- Goner (con sucesivos dígitos numéricos) que indican situaciones particulares del resultado de los ataques.

## Ejecución del Raid
La fecha fijada del ataque del 26 de mayo, sorpresivamente se cambió para la noche del domingo 16 de mayo por informes meteorológicos que indicaban favorables condiciones atmosféricas y de luna, las tripulaciones fueron convocadas sorpresivamente a Scampton. El comité dio la orden de inicio de la operación y a las 21:28 despegó la fuerza de distracción junto con la formación n°2.
La defensa de las represas y del área del Ruhr estaba a cargo del comandante de la Luftwaffe, Josef Kammhuber quien había ideado un eficaz sistema de defensa denominado Línea Kammhuber.
A las 21:59 despegó la primera formación del Grupo n°1 de nueve Lancasters, a las 22:07 despegó la segunda formación con Guy Gibson al mando, y a las 22:48 despegó la tercera formación de nueve aviones.  Volando a baja altura se dirigieron a su objetivo separados por una distancia de 60 km volando 300 km hasta ingresar a territorio alemán por el estuario de Scheldt a las 23.00, luego se metieron por un angosto corredor cerca de Eindhoven para enfilar al este en dirección a Ahien donde llegaron a la medianoche, en ese punto enfilaron directamente hacía los blancos asignados.

### Ataque a Mönhe

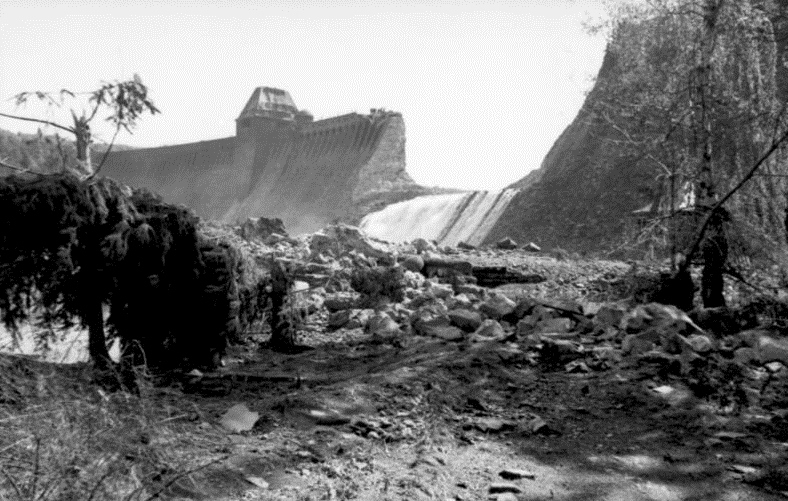
Estado de la represa de Mönhe después del ataque.

El grupo de Gibson arribó a la zona minutos después de la medianoche, las condiciones no podían ser mejores, Gibson sobrevoló la represa sin ser recibidos por fuego antiaéreo, sin embargo al volver para la realización del ataque fue recibido por la artillería.  A las 0.28, la primera bomba fue lanzada y dio tres rebotes antes de chocar con la pared explotando en una columna de agua, Gibson pensó que la tarea estaba realizada pero al disiparse la columna la presa seguía intacta.
Gibson dio la orden de atacar al siguiente avión pilotado por Hopgood, este enfiló a 7° de incidencia y lanzó la bomba, pero la bomba rebotó fuera de la presa explotando al otro lado de la pared, el avión fue alcanzado por la antiaérea en el ala izquierda, el aparato estaba condenado y solo un tripulante logró saltar en paracaídas, el avión de Hopgood se estrelló en llamas.
Gibson entonces ordenó al aparato de Micky Martin, Gibson acompañaría a Martin atrayendo sobre sí el fuego antiaéreo, Martin lanzó su bomba en forma adecuada, pero un guiño involuntario en la dirección del aparato la hizo desviarse de su destino explotando fuera de la estructura de la represa.
Un cuarto aparato descendió entonces, pilotado por Dinghy Young, el lanzamiento de la bomba fue perfecto y dio en el centro de la represa levantando una columna de agua, parecía que todo estaba concluido con éxito; pero al disiparse la columna, la represa seguía intacta. 
Un quinto aparato pilotado por Gibson Maltby inició su descenso, cuando llegó a la posición de lanzamiento, la represa pareció comenzar a desmoronarse, Maltby lanzó su bomba perfectamente y la explosión terminó por desmoronar la pared de la represa. La misión del grupo n°1 había tenido éxito con la pérdida de un aparato.
Los tres aviones restantes (más el de Gibson)  que no habían lanzado entonces se dirigieron a la represa de Eder.

### Ataque a Eder

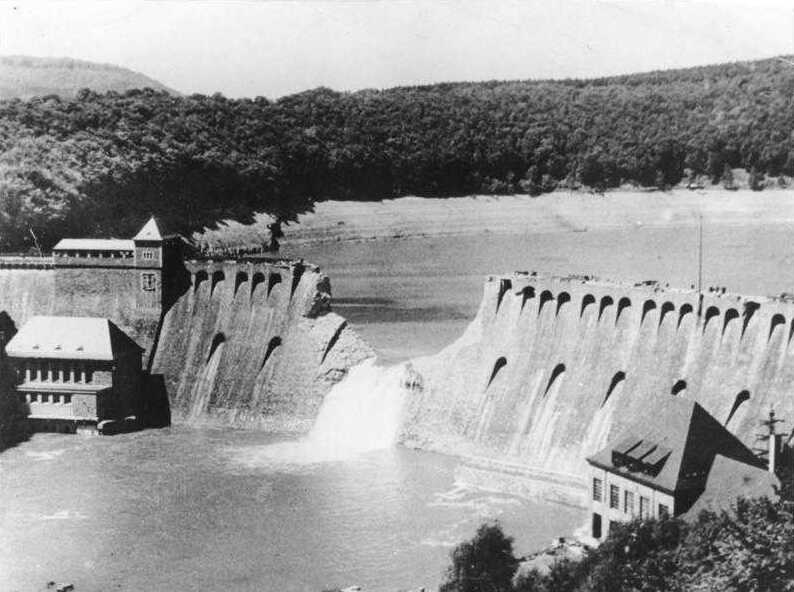
Estado de la represa de Eder después del ataque

La represa Eder no tenía defensa antiaérea;  pero la complicada topografía de encajonamiento del lugar lo hacía prácticamente imposible para el desarrollo de un ataque aéreo.  A la 1.00 del 17 de mayo, los Lancaster sobrevolaron la represa, descendieron a la altura del castillo de Waldeck de modo perpendicular a la represa para 5 segundos después quebrar el rumbo en un ángulo de 100° y descender a 18 m de la superficie arrojando inmediatamente sus respectivas bombas, el grupo de ataque lo componían tres Lancaster tripulados por los pilotos, teniente D.J Shannon, Sargento H.E Maudslay y L.G Knight.
El aparato de Shannon no pudo alinearse correctamente, por lo que fue relevado por el aparato de H.E Maudslay quien tampoco pudo alinearse para el lanzamiento, Shannon solicitó el tercer intento y bajó a la superficie, esta vez logró alinearse y lanzó su bomba, pero esta explotó al extremo derecho de la pared de la represa levantando una columna colosal de agua.
Maudslay solicitó el tercer intento a Gibson, y este bajo para alinearse con la represa, logró enrutarse pero soltó la bomba demasiado tarde, esta dio solo un rebote y explotó en el centro derecho de la represa levantando una nueva gran columna de agua; pero el aparato de Maudslay resultó alcanzado por la pluma de la explosión, sobrevoló unos 45 minutos más y se vino a tierra en Emmerich pereciendo todos. 
La represa aún seguía intacta, Knight sobrevoló con su aparato y en el segundo intento soltó adecuadamente su bomba dando en el centro derecho de la represa.
La explosión resultante desmoronó la represa con una gran vía de agua.  Gibson dio por finalizada esta parte de la misión.

### Ataque a Sörpe

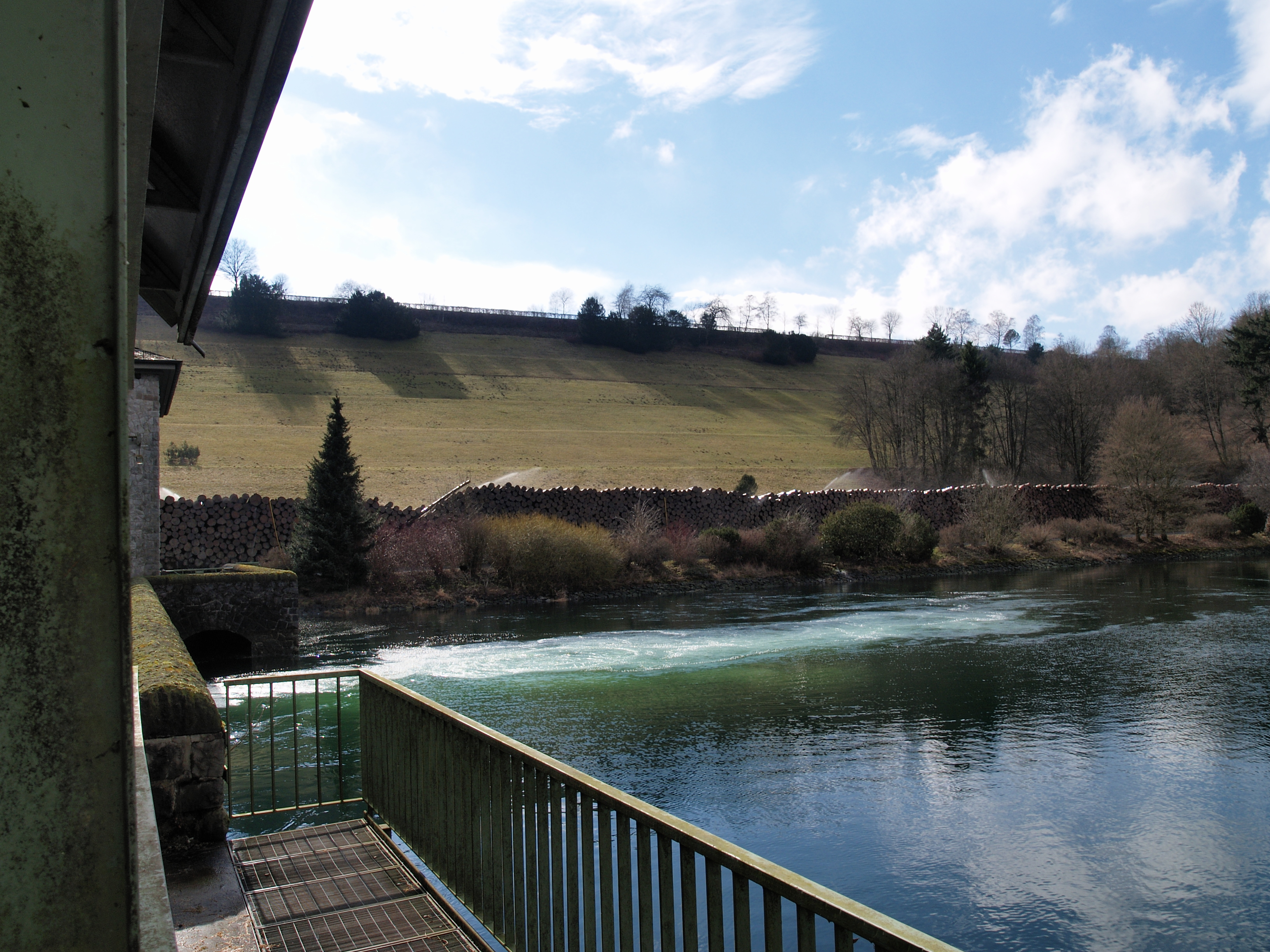
La difícil topografía del terreno y las condiciones atmosféricas hicieron imposible dañar la represa de Sörpe (foto actual)

El ataque a Sörpe liderado por el Grupo n°2 con 5 aparatos agrupados comandados por el teniente comandante Joe McCarthy empezó mal desde el mismo inicio, una fuga de refrigerante en al aparato de McCarthy lo obligó a retrasar su salida 34 minutos, teniendo que ceder el liderazgo al sargento de vuelo Barlow.
Los cuatro aparatos del 2° grupo jamás llegaron a arribar al escenario, todos los aparatos se desviaron de la ruta, el aparato de B.Barlow se perdió al ser derribado cerca de Rees, el avión del sargento Vernon Byers corrió idéntica suerte, se supuso más tarde que habían sobrevolado la fortificada isla de Vlienland por sobre emplazamientos artilleros que los derribaron.  El aparato de Munro fue alcanzado por la antiaérea de la isla de Vlieland, que le dañó su aparato de radio y provocó varios fallos eléctricos por lo que optó por retornar a la base.
El cuarto aparato de Geoff Rice también sobrevoló Vlienland siendo recibido por la AA de la isla, fue testigo del abatimiento de Byers y en un intento por burlar a los artilleros enemigos Rice descendió a nivel del mar, el descenso fue mal controlado y el Lancaster de Rice "rebotó" en el agua perdiendo la bomba, además dañó su sistema de aterrizaje y tuvo que retornar a la base, en el intento de retornar casi colisiona con el aparato de Munro en la aproximación a Scampton.
Paradójicamente el aparato de McCarthy que había sido retrasado por un fallo hidráulico llegó a la zona de ataque después de una titánica carrera de vuelo a ras de suelo, esquivó emplazamientos artilleros y aviones cazas nocturnos.
Al llegar a la represa, esta estaba envuelta en niebla, además exhibió un perfil topográfico mucho más difícil que las maquetas mostradas durante la preparación de la misión y tuvo que realizar 10 pasadas antes de lanzar la bomba, la cual lanzada a lo largo del muro de contención explotó al centro de la presa sin daños relevantes.  McCarthy radió la señal Goner 6 que indicaba que la represa no había sido destruida.
Tres aparatos del grupo de reserva fueron enviados a Sörpe; pero solo dos de ellos llegaron, los Lancasters pilotados por Brown y York lograron llegar al área; pero la niebla existente hizo que el resultado de los bombardeos fueron los mismos, uno de los aparatos del grupo de reserva que se dirigía a Sörpe fue abatido por la antiaérea y tres tripulantes fueron tomados prisioneros.
La represa de Sörpe quedó en pie. 
De los aparatos de reserva solo quedaba uno disponible, el de Townsend que bombardeó la represa de Ennepe sin dañarla.

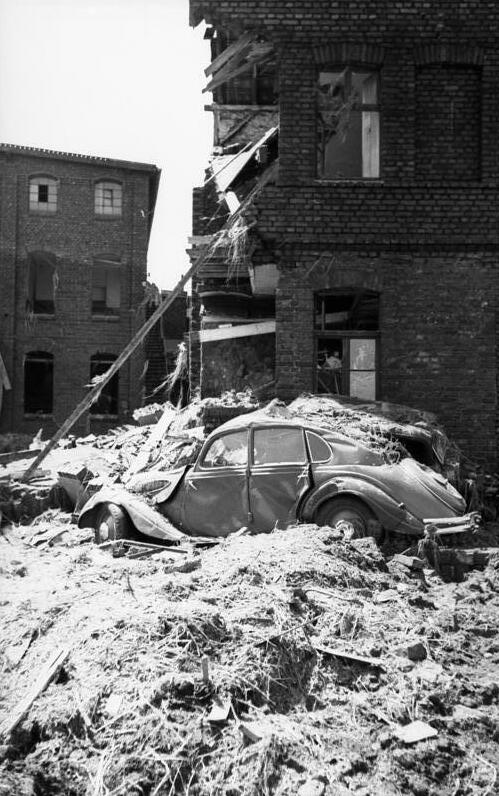
Talsperre, semiarrasado por las aguas de la presa Möhne.

## Consecuencias
Retornados los 11 aparatos supervivientes a Scampton entre las 3 y las 4:20 del 17 de mayo no sin pasar por algunos pasajes angustiosos, 5 spitfires de reconocimiento fueron lanzados al aire para visualizar el daño ocasionado a la cuenca del Ruhr.
Las presas de Mönhe y Eder definitivamente estaba semidestruidas, unos 300 000 m³ de agua arrasaron unas 114 fábricas de armamento, varios pueblos y ciudades y paralizó la producción de acero temporalmente. Unos 64 km² fueron inundados, se destruyeron 25 puentes y dañaron toda la red fluvial de transporte, colateralmente se dañó la agronomía local con la eliminación de una gran proporción de animales domésticos y campos de pastoreo y labranza.
1650 personas fallecieron, de ellas un millar eran prisioneros-esclavos de origen ruso y polaco, unos 650 alemanes fallecieron adicionalmente.
El ministro Speer reasignó a la Organización Todt  desde los trabajos del Muro del Atlántico a la cuenca, restituyendo en tan solo 45 días la energía eléctrica y en nueve meses las instalaciones destruidas, pero contribuyeron a acercar el término del conflicto.
53 aviadores de la RAF fallecieron durante la operación, 3 fueron tomados prisioneros y dos de ellos fallecieron poco después.
34 aviadores aliados fueron galardonados con la Medalla al Valor en Combate, el capitán Guy Gibson recibió la Cruz Victoria, el escuadrón 617 se convirtió en el escuadrón de élite de la RAF asignado a tareas especiales como la Operación Catequismo destinada al hundimiento del Tirpitz, el 12 de noviembre de 1944.
Guy Gibson falleció el 19 de septiembre de 1944 al ser derribado su caza Mosquito en una misión de reconocimiento, aparentemente por fuego amigo.

## En el cine
El actor Richard Todd representó magistralmente a Guy Gibson, el actor Michael Redgrave a Barnis Wallis y  Ernest Clark como el Vice Marshall Ralph Cochrane en el filme The Dam Buster de 1954.

## Protagonistas

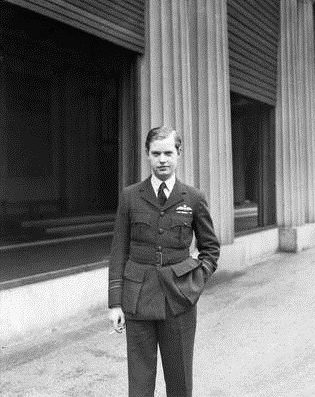
Teniente David Shannon quien atacó Eder Dam
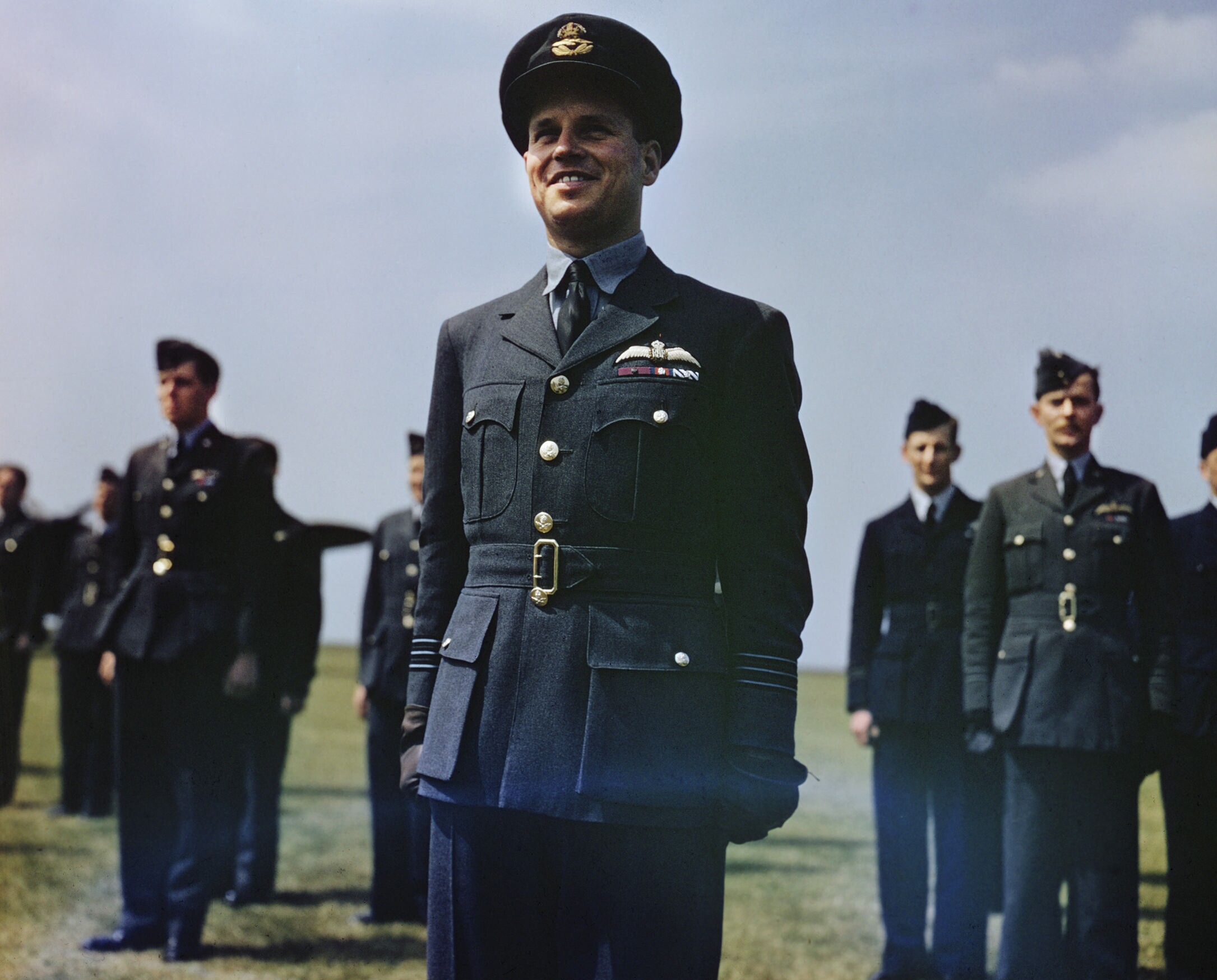
Comandante de escuadrón, Guy Gibson
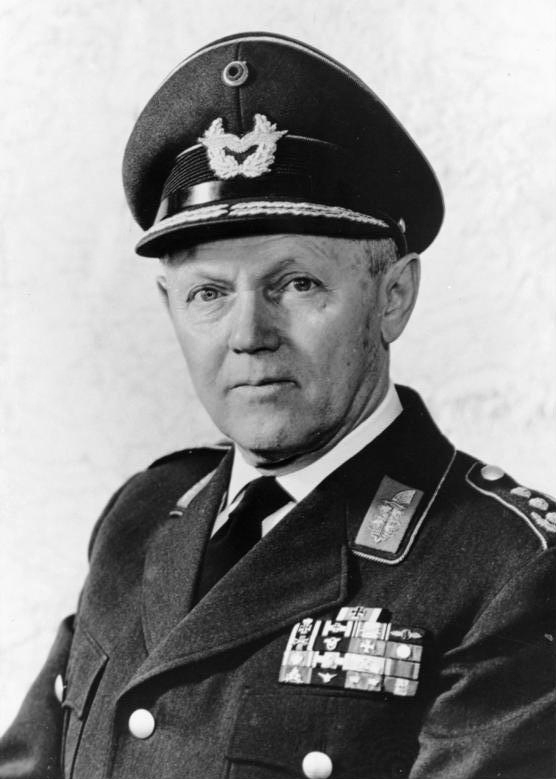
Comandante de la Luftwaffe, Josef Kammhuber a cargo de las defensas de la región del Ruhr
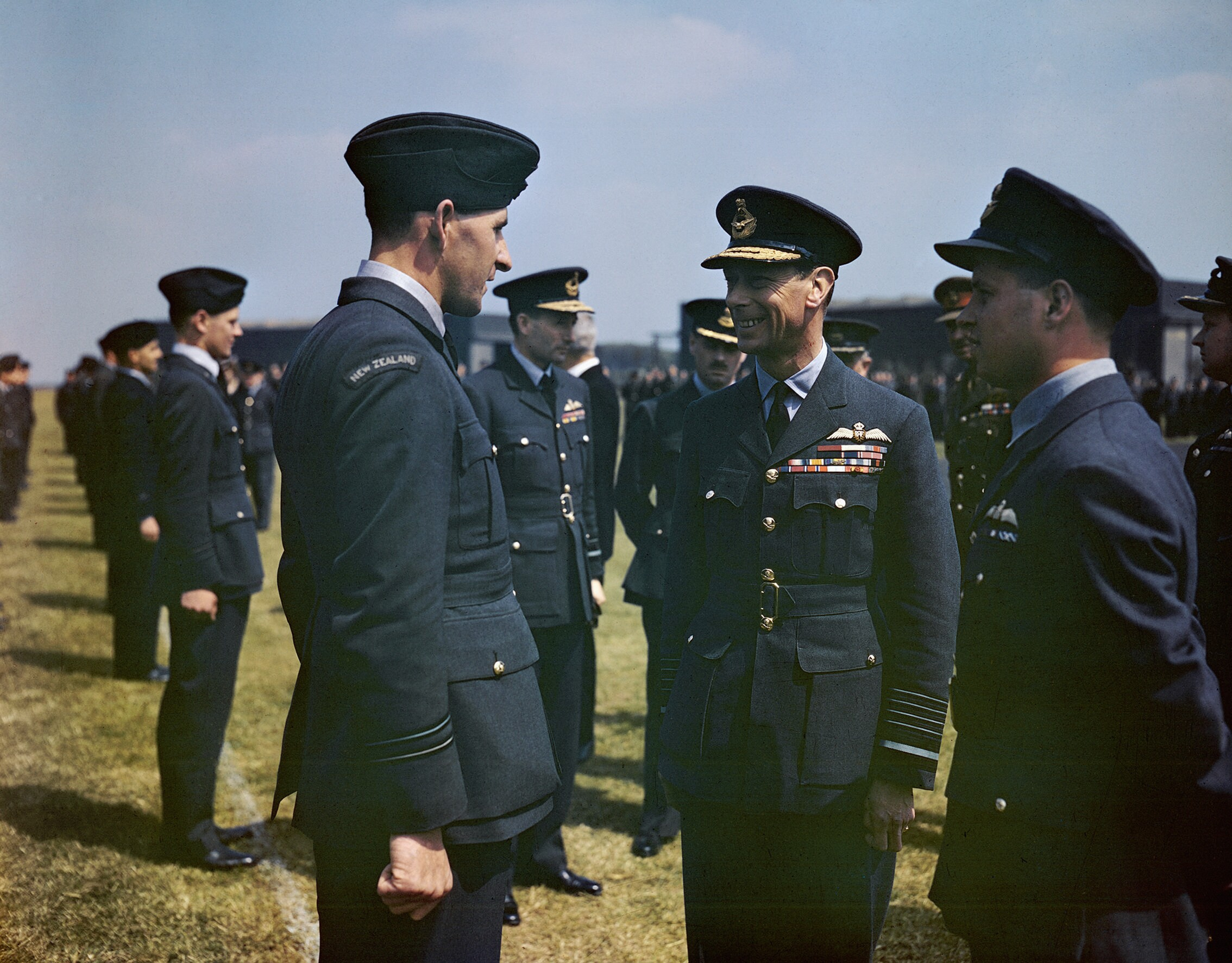
El rey Jorge VI, teniente Le Munro, Gibson y Ralph Cochrane, fotografía tomada poco antes de la misión
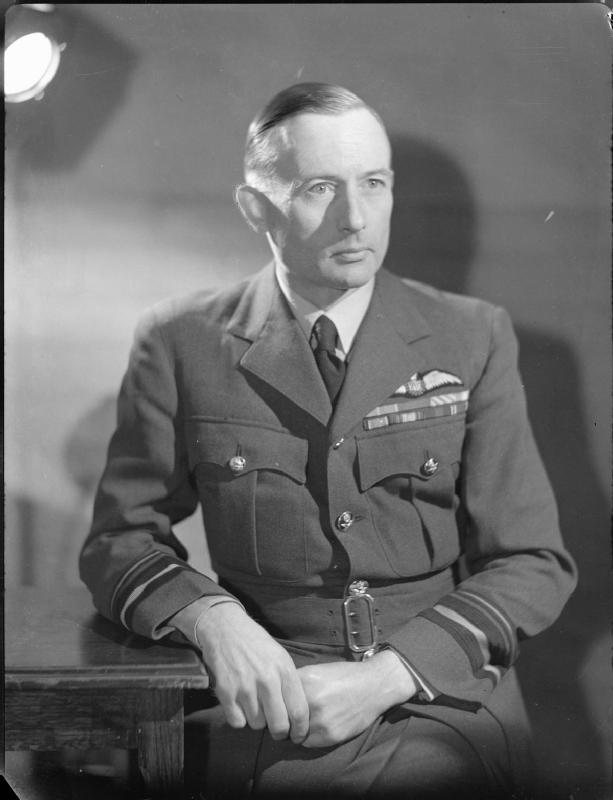
Vice Marshall Ralph Cochrane, quien lideró el Comité Dambuster